# Nordlandets våghals
Nordlandets våghals (norska: Trysil-Knut) är en norsk film från 1942, regisserad av Rasmus Breistein. Manuset är skrivet av Breistein och Halvor Floden, baserat på en roman av Rudolf Muus. I huvudrollen syns Alfred Maurstad.
Filmen spelades in mitt under den tyska ockupationen av Norge. Den är en bygdemelodram om den legendariske skidåkaren Knut Skaret (Maurstad), som med sina skidfärdigheter lyckas förhindra att krig utbryter mellan Norge och Sverige. På klassiskt sagomaner vinner Knut också tillbaka en egendom som han har blivit avlurad, och får sin "prinsessa".
Då filmen lanserades i New York efter kriget blev den en stor framgång.

## Rollista
- Alfred Maurstad – Knut Skaret, "Trysil-Knut"
- Eva Sletto
- Karl Holter – Ole Kynsberg
- Lars Tvinde – Torgal Skaret
- Ola Isene – presten Smith
- Aud Egede-Nissen – prestefruen
- Henny Skjønberg – Gjartrud Skaret
- Thomas Thomassen – Auden Løkja
- Jørn Ording – hans sønn
- Tryggve Larssen – Pyran
- Sigurd Magnussøn – lensmannen
- Edvard Drabløs –  Pål Skolemester
- Berit Brænne – Gari, Pyrans datter
- Alfred Solaas – lensmannsdrengen
- Martin Gisti – Silver-Jan, en svensk kramkar
- Einar Vaage – prokurator Crown
- Sofie Bernhoft – Olga Liplassen
- David Knudsen – generalen
- Joachim Holst-Jensen – Anneus Phil, intendant
- Theodor Berge – sorenskriveren
- Gösta Cederlund – kansleren
- Knut Jacobsen – en adjutant
- Carl Hultman – kjøkemesteren
- Emmy Worm-Müller – en kjerring
- Lydia Opøien – en tjenestejente
- Astrid Sommer – en kjerring
- Bjarne Bø – en kurér
- Kolbjørn Brenda – en bondegutt
- Toralv Maurstad
- Haakon Arnold – en fløter
- Harald Heide Steen
- Kristian Hefte – en fløter
- Oscar Egede-Nissen – en fløter
- Snefrid Aukland – en äldre kvinna